# Ярхо, Виктор Ноевич
Ви́ктор Но́евич (Ме́ер-Не́вахович) Ярхо́ (5 марта 1920, Харьков, УССР — 11 июля 2003, Бордо, Франция) — советский и российский филолог-классик, специалист по древнегреческой драме, писатель. Доктор филологических наук, профессор.

## Биография
Родители — Меер-Невах (Ной Соломонович) и Рахиль Харитоновна Ярхо. Учился в МИФЛИ (классическое отделение), оттуда ушёл на фронт.
Окончил МГУ (1946). С 1949 года — преподаватель МГПИИЯ имени Мориса Тореза, в 1956—1996 годах — заведующий кафедрой древних языков института, с 1964 года — доктор филологических наук (диссертация «Драматургия Эсхила»), с 1966 года — профессор.
В 1996 году переехал к семье дочери в Бордо (Франция), после чего 8 лет посвятил редактированию прежних работ, написанию новых, переводам и комментированию — всего подготовил более 15 книг.

## Научная деятельность
Основные области исследовательской деятельности Ярхо — древнегреческая трагедия и комедия, древнегреческий эпос и лирика, новонайденные папирусы с текстами античной литературы, а также античные писатели мифографического жанра.
Автор ряда комментированных переводов античных мифографов (Парфений, Антонин Либерал, Гигин, Диктис, Дарет Фригийский, «Первый Ватиканский мифограф»), а также вступительных статей и научных комментариев к новым изданиям классических русских переводов с древнегреческого — «Одиссеи» в переводе Василия Жуковского, трагедий Софокла в переводе Фаддея Зелинского (Ярхо совместно с М. Л. Гаспаровым), трагедий Еврипида в переводе Иннокентия Анненского, комедий Аристофана, Менандра и др. Исследовал становление этико-моральных понятий в античном мире.
В своих работах Ярхо уделяет особое внимание трансформации жанра и всего строя выразительных средств. Член редакционной коллегии серии книг «Библиотека античной литературы», выпущенной издательством «Художественная литература».
Под руководством и при непосредственном участии Ярхо на его кафедре были разработаны принципы преподавания латинского языка в институтах иностранных языков и создан предназначенный для таких институтов учебник (Латинский язык. / Под общей редакцией В. Н. Ярхо и В. И. Лободы. — М., 1961), а также справочный словарь «Античная культура. Литература, театр, искусство, философия, наука» (1995) для студентов гуманитарных факультетов.
Около 40 научных работ Ярхо вышли в переводе на разные языки. На протяжении многих лет Ярхо был членом редакционного совета международного научного журнала «Филологус» (Германия), а с середины 1990-х годов состоял членом международного научного комитета журнала «Эйкасмос» (Болонья).
По некоторым оценкам, Ярхо — «один из крупнейших российских антиковедов второй половины XX века».

## Основные работы
Книги
- «Аристофан» (М., 1954);
- «Эсхил» (М., 1958);
- «Драматургия Эсхила и некоторые проблемы древнегреческой трагедии» (М., 1978);
- «У истоков европейской комедии» (1979);
- «Антигона» (1986);
- «Античная драма. Технология мастерства» (1990);
- Античность. Словарь-справочник. Общая редакция, предисловие В. Н. Ярхо. Дубна, 1998.
- Древнегреческая литература: Греческая и греко-римская комедия. — М., 2000.
- Древнегреческая литература: собрание трудов. В 4 т. М.: Лабиринт, 2000—2002
  - Том 1. Эпос. Ранняя лирика. М.: Лабиринт, 2001
  - Том 2. Трагедия. М.: Лабиринт, 2000
  - Том 3. Греческая и греко-римская комедия. М.: Лабиринт, 2002
  - Том 4. Обретённые страницы. История древнегреческой литературы в новых папирусных открытиях. М.: Лабиринт, 2001
- Античность. Словарь-справочник. Общая редакция, предисловие В. Н. Ярхо. 2-е изд. М, 2002.
- Внутри и вне Садового кольца: воспоминания обычного заведующего кафедрой. М.: Лабиринт, 2003.
- Семь дней в афинском театре Диониса. — М. : Лабиринт, 2004. — 360 с. — ISBN 5-87604-028-2.
- Менандр: у истоков европейской комедии. М.: Лабиринт, 2005. 448 стр.
- Софокл: жизнь и творчество. М.: Лабиринт, 2005

Статьи
- Была ли у древних греков совесть? // Античность и современность". — М., 1972;
- Софокл и его трагедии (1988);
- Трагический театр Софокла (1990);
- Ф. Ф. Зелинский — переводчик Софокла (1990)

Переводы и подготовленные издания
- Еврипид. Трагедии / Пер. Инн. Анненского, ст. М. Л. Гаспарова и В. Н. Ярхо, прим. В. Н. Ярхо. Отв. ред. М. Л. Гаспаров. (Серия «Литературные памятники»). В 2 т. М.: Ладомир-Наука, 1999. (переизд.: М.: Ладомир-Наука, 2006)
  - Т. 1. Алькеста. Медея. Гераклиды. Ипполит. Андромаха. Умоляющие. Гекуба. Геракл. Троянки. Ифигения в Тавриде (Ифигения-жрица). — 656 стр.
  - Т. 2. Электра. Елена. Финикиянки. Ион. Орест. Вакханки. Ифигения в Авлиде (Ифигения-жертва). Киклоп. — 704 стр.
- Аристофан. Комедии и фрагменты. — 2-е изд., репр. 2000 / Пер. Адриана Пиотровского. Изд. подг. В. Н. Ярхо. — М.: Ладомир; Наука, 2008. — 1034 с.
- Гомер. Одиссея / Изд. подг. В. Н. Ярхо. — М.: Наука, 2000. — 482 с.
- Первый Ватиканский мифограф. Пер. с лат., вступ. ст. и комм. В. Н. Ярхо. СПб., 2000.
- Гесиод. Полное собрание текстов. Поэмы, фрагменты. / вступ. ст. Ярхо В. Н., комм. Цыбенко О. П. и В. Н. Ярхо; ред. коллегия: Ильинская Л. С., Немировский А. И., Цыбенко О. П., Ярхо В. Н.. — М.: Лабиринт, 2001. — 256 с. — (Античное наследие). — ISBN 5-87604-087-8.
- Драконций. Мифологические поэмы. Перевод с латинского, вступительная статья и комментарии В. Н. Ярхо. М.: Лабиринт, 2001 — ISBN 5-87604-143-2